# Marco Geisler
Pour les articles homonymes, voir Geisler.
Marco Geisler est un rameur allemand né le 18 janvier 1974 à Cottbus. 

## Biographie
Marco Geisler a participé à l'épreuve de quatre de couple avec ses coéquipiers Andreas Hajek, Stephan Volkert et André Willms aux Jeux olympiques d'été de 2000 à Sydney et remporté la médaille de bronze. Lors des Jeux olympiques d'été de 2004 à Athènes, il est engagé dans la même épreuve et termine cinquième.